# Bertall
Charles Albert d’Arnoux (Charles Constant Albert Nicolas d’Arnoux de Limoges Saint-Saens), zvaný Bertall (18. prosince 1820 Paříž, Francie - 24. března 1882 Soyons, tamtéž) byl francouzský karikaturista, kreslíř a autor leptů, kromě toho se řadí k průkopníkům umění fotografie. Je známo, že byl jedním z nejplodnějších ilustrátorů devatenáctého století.

## Život a dílo
Bertall zhotovil řadu ilustrací pro Les Romans populaires illustrés. Jako karikaturista působil aktivně mimo jiné pro Journal pour rire a Le Grelot.
Jako průkopník fotografie spolupracoval od roku 1855 s Hippolytem Bayardem, později s ním v roce 1860 otevřel fotoateliér.

## Galerie

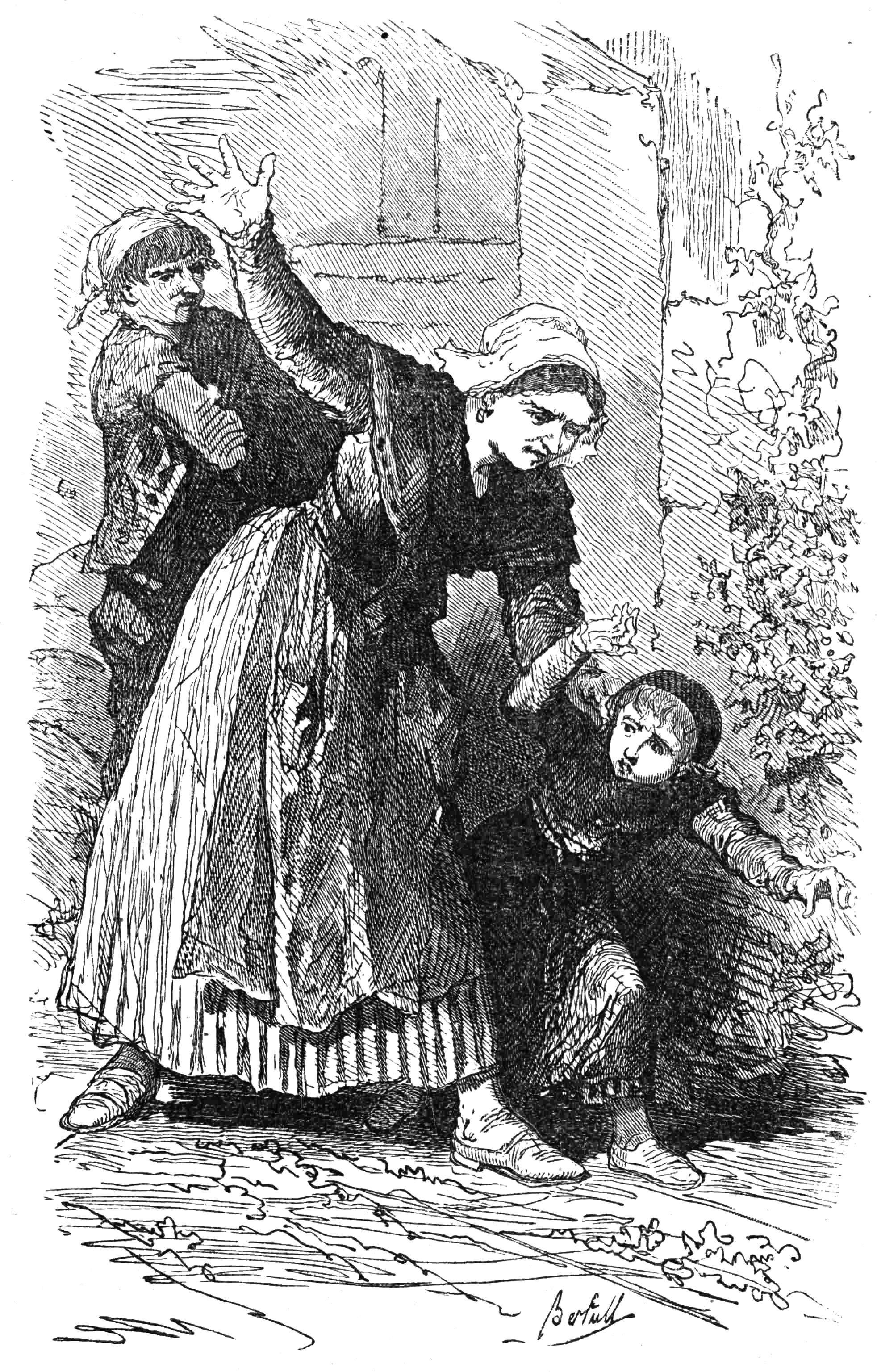
Petites Filles modèles. Ilustrace pro román Comtesse de Ségur.
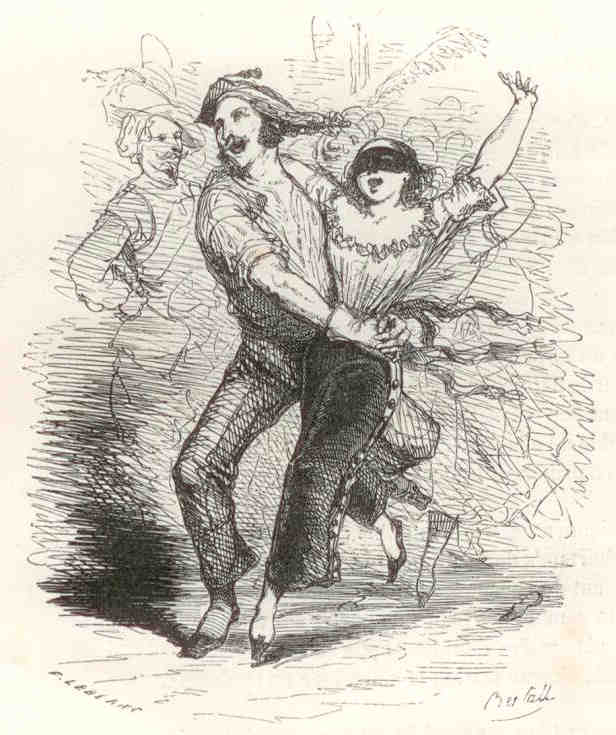
Pár Pařížanů na karnevalu Carnaval de Paris
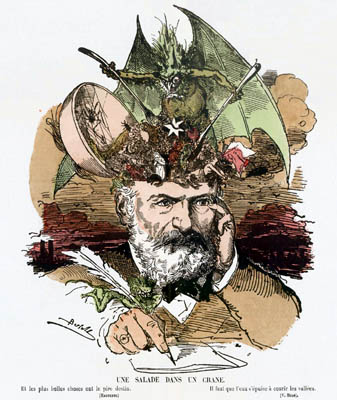
Salát v lebce (Zmatený mozek) Karikatura Victora Huga Le Grelot, 21. června 1871
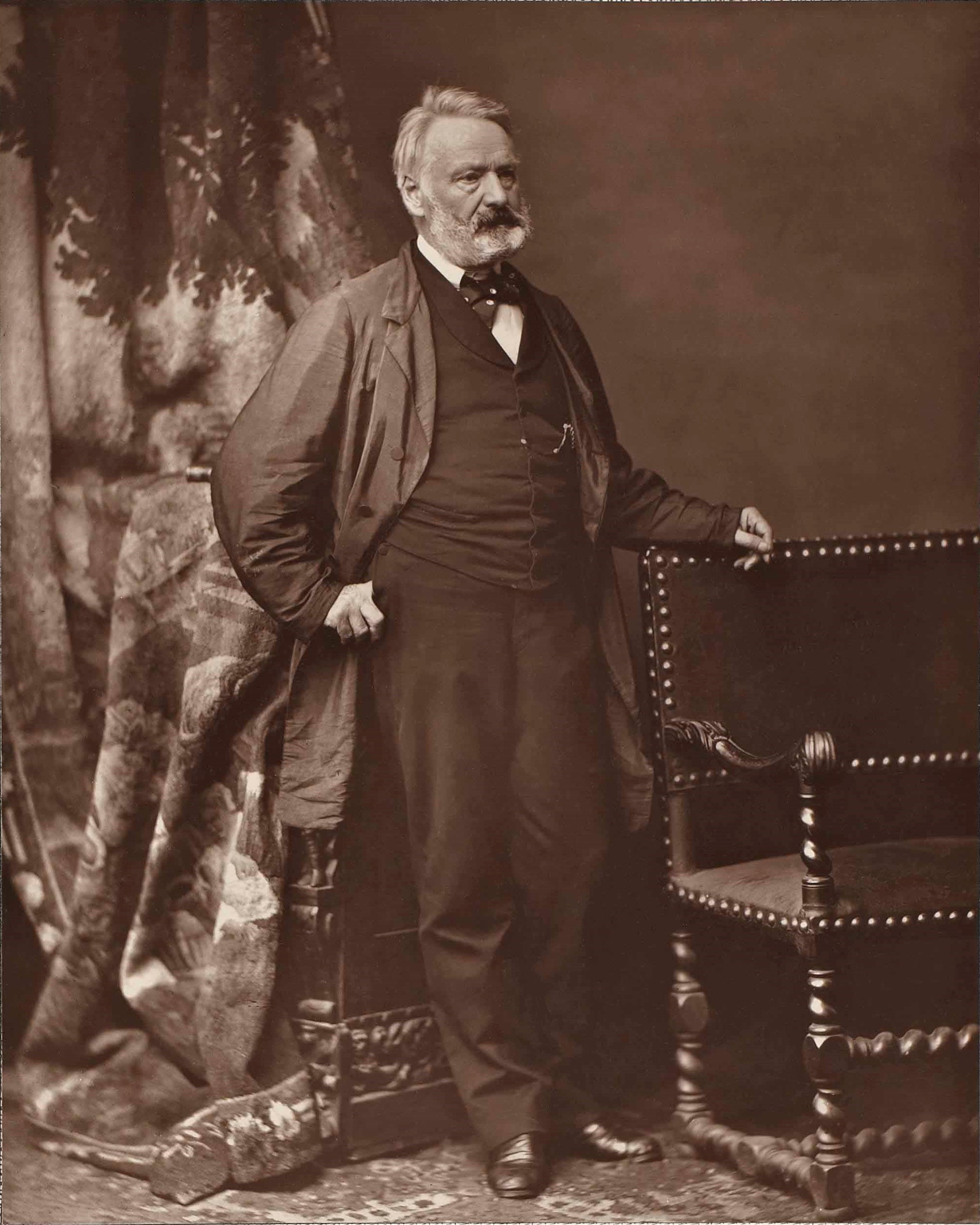
Victor Hugo, fotografie, 1870
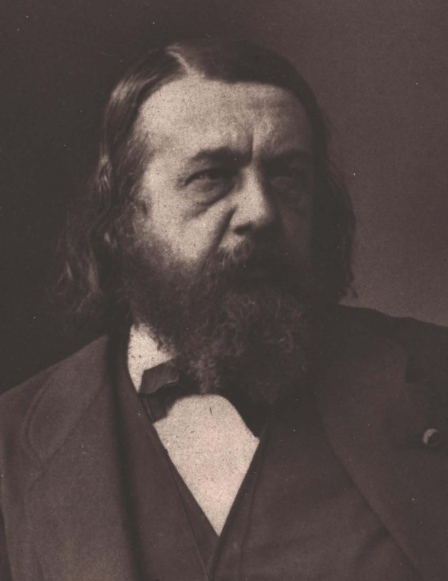
Théophile Gautier, fotografie
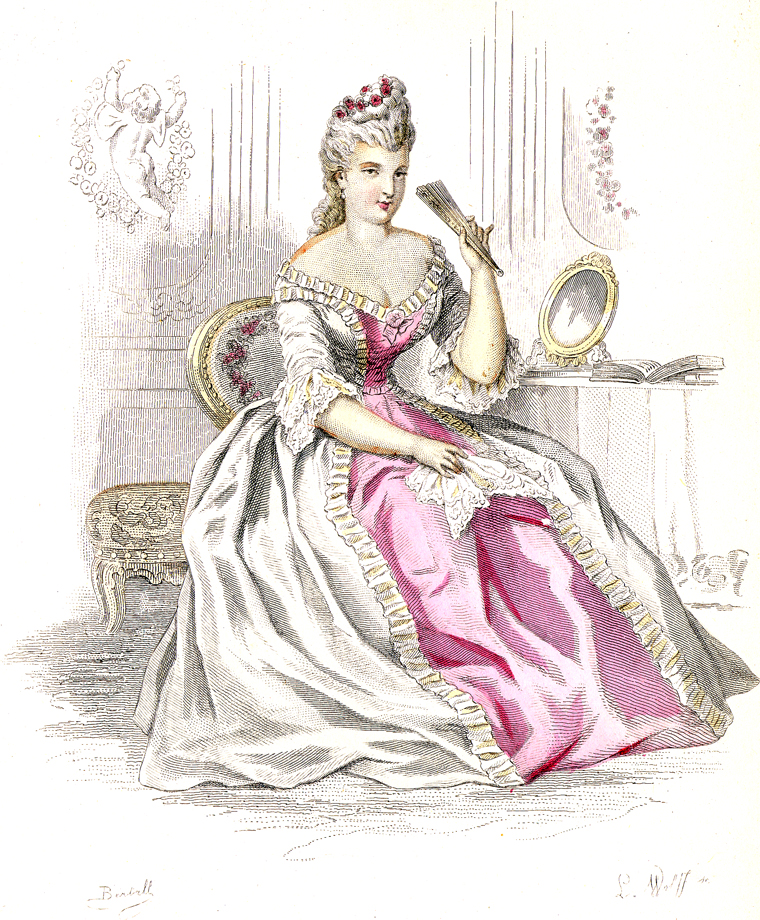
Titulní strana The Fop Corrected, 1878